# Авраам Варман
Авраам Давид бен Ашер Варман (їд. אברהם דוד וואהרמאן, 1770, Надвірна, Надвірнянський повіт, Станіславівське воєводство, Річ Посполита— 1840/1841, Бучач, Бучацький повіт, Тернопільський округ,  Королівство Галичини і Володимирії, Австрійська імперія) — рабин і талмудист. 

## Біографія
Народився у Надвірній на Прикарпатті. У 1790/ 1791  віці  20 років він став рабином у Язловці  , а у 1813 році його запросили на посаду рабина до Бучача.   Спочатку він був захоплений талмудичними поглядами. Однак, опинившись серед хасидів, він зіткнувся з сумнівом конфліктом між кабалою та Талмудом. Під впливом цадика, рабі Леві Іцхака Бердичівського, Бучач приєднався до кабали.

## Автор праць:
- «Enschel Abraham» (1855)
- «Dead Kedoschim» (1878)
- «Dibre Aboth» (1879)
- «Tefillah le-David» (1887)